# Sarajevo
Saraievo, Sarajevo ou, na sua forma antiga, hoje em desuso, Serajevo, (pronunciado em bósnio, croata e sérvio: [sǎrajeʋo]; em alfabeto cirílico: Сарајево) é a capital e a maior cidade da Bósnia e Herzegovina. O censo de 2013 indicou uma população de 405 930 habitantes, o que indica um pequeno crescimento nas mais de duas décadas desde o censo de 1991, que apontava uma população de 329 672 habitantes.
Saraievo é considerada uma das cidades mais importantes da Península Balcânica e tem uma rica história desde que foi fundada em 1461 pelos otomanos. Foi nesta cidade que se deu o assassinato do Arquiduque Francisco Fernando, o que serviu de estopim para a Primeira Guerra Mundial. Mais recentemente, a cidade teve a oportunidade de organizar os Jogos Olímpicos de Inverno de 1984. A guerra na Iugoslávia deixou um rastro de destruição na cidade.
Sarajevo tem um clima continental, com verões quentes. Característicos são também os frios invernos e com bastante neve, já que a cidade situa-se em grande altitude.

## Geografia e clima
Sarajevo cobre cerca de 142 km2. A cidade está construída no vale de Sarajevo, uma pequena depressão 500 m acima do nível do mar. Embora boa parte da cidade propriamente dita seja relativamente plana, as partes mais a leste e da periferia apresentam algum relevo. A zona da cidade antiga é bem conhecida pelas suas ruas íngremes.
O rio Miljacka atravessa a cidade de leste para oeste e é um dos ícones geográficos da cidade.
Sarajevo está rodeada por cinco montanhas. Estas fazem parte da cadeia dos Alpes Dináricos. As montanhas são muito procuradas por turistas para esquiar. São, por ordem alfabética:
- Bjelašnica: 2 067 m de altitude, sudoeste
- Igman: 1 502 m de altitude, sudoeste
- Jahorina: 1 913 m de altitude, sudeste
- Trebević: 1 627 m de altitude, sudeste
- Treskavica: 2 088 m de altitude, norte

Sarajevo possui um clima continental típico, com verões quentes e invernos frios a que não falta a neve. O mês mais quente é o de Julho (temperatura média de 19 °C) e o mais frio o de Janeiro (temperatura média: -1 °C). A precipitação anual é de 905 mm, sendo o mês de Outubro o mais chuvoso. O mês mais seco é o de Fevereiro. A cidade tem três estações meteorológicas.

## História

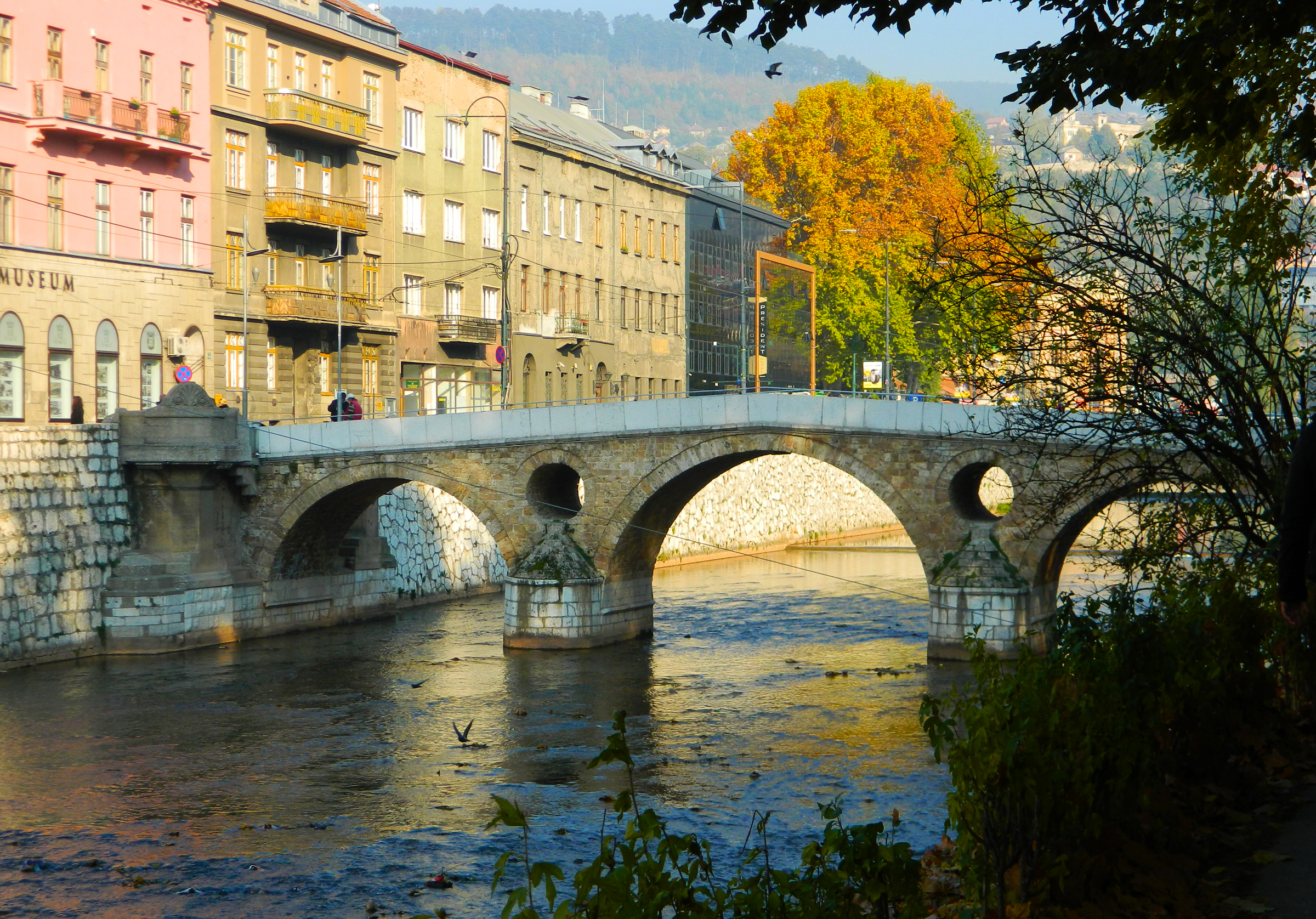
A Ponte Latina (Sarajevo) foi o local do assassinato de Francisco Ferdinando

Usualmente é indicado o ano de 1461 como sendo o da fundação da cidade. A cidade floresceu no século XVI e para os finais do XVII era a cidade mais importante dos Balcãs depois de Istambul. Em 1878, Sarajevo foi ocupada pelo Império Austro-Húngaro, que permitiu à cidade atingir os padrões dos tempos da era industrial.
A 28 de junho de 1914, Francisco Ferdinando e a sua mulher foram assassinados em Sarajevo, acontecimento que serviu de pretexto para o começo das hostilidades na Primeira Guerra Mundial. Depois da Segunda Guerra Mundial, tornou-se um importante centro industrial da Iugoslávia. A 6 de abril de 1992 a cidade foi cercada pelos sérvios bósnios. A guerrilha durou até 1995, causando grande destruição na cidade. A reconstrução começou logo que cessaram as hostilidades e, por volta do ano de 2003, a maior parte da cidade já tinha sido reconstruída, havendo, no entanto, ainda algumas ruínas no centro da cidade.

## Demografia
O último censo oficial o foram feitos em 1991, o que não permite indicar o número preciso de habitantes. As últimas estimativas apontam para 297 399 residentes na cidade de Sarajevo. Segundo as estatísticas oficiais do governo, a densidade populacional de Sarajevo é de 2 470 hab./km2.
O maior grupo étnico de Sarajevo são os bosníacos (cerca de 77,4% da população). O segundo maior são os sérvios (12%). Os croatas ocupam a terceira posição com cerca de 7,5%.

## Economia
Sarajevo é uma das regiões economicamente mais pujantes da Bósnia e Herzegovina. A sua economia baseia-se em indústrias transformadoras e também no turismo. Sendo a capital e a principal cidade do país, nela se encontram imensas firmas internacionais e sedes de empresas nacionais, o que contribui para a sua saúde económica.

## Transportes

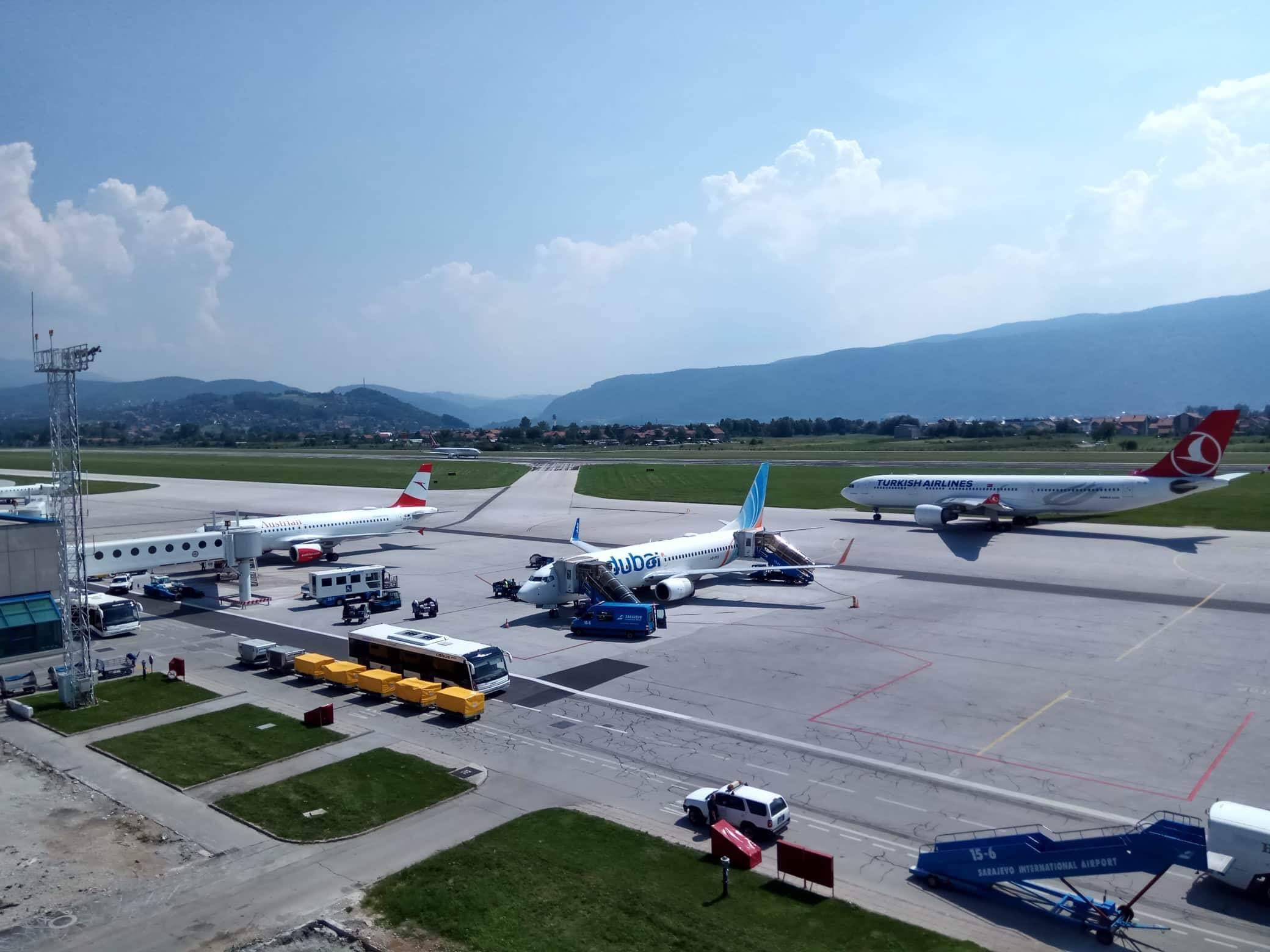
Aeroporto Internacional de Sarajevo.

Em Sarajevo existem sete linhas de eléctricos (bondes), quatro de troleicarros (tróleibus) e nove de autocarros (ônibus). Nos últimos anos da Jugoslávia foi pensado construir um metropolitano, planos que nunca se realizaram. O uso de bicicleta como meio da transporte não é de todo usual.

## Diversos
Na cidade existem dois tradicionais clubes de futebol: o FK Sarajevo e o NK Željezničar Sarajevo. O clube de basquete KK Bosna Royal venceu o Campeonato Europeu em 1979.

## Cidades-irmãs
Sarajevo é geminada com:
| - Zagrebe, Croácia (desde 2001) - Liubliana, Eslovênia (desde 2002) - Salt Lake City, EUA (desde 2002) - Cairo, Egito (desde 2006) - Dubrovnik, Croácia (desde 2006) - Escópia, Macedônia do Norte (desde 2006) - Cônia, Turquia (desde 2007) |

### Parceiras
Além de irmãs, Sarajevo também possui cidades parceiras, com as quais mantém um estreito relacionamento. São elas:
| - Bursa, Turquia (desde 1979) - Akhisar, Turquia - Istambul, Turquia (desde 1997) - Ancara, Turquia (desde 2007) - Tianjin, China (desde 1981) - Xangai, China - Veneza, Itália (desde 1994) - Collegno, Itália (desde 1994) - Ferrara, Itália (desde 1978) - Nápoles, Itália (desde 1976) - Prato, Itália (desde 1995) | - Budapeste, Hungria (desde 1995) - Karlovac, Croácia - Wolfsburg, Alemanha (desde 1985) - Magdeburgo, Alemanha (desde 1972) - Friedrichshafen, Alemanha (desde 1972) - Madrid, Espanha (desde 2007) - Barcelona, Espanha (desde 1986) - Insbruque, Áustria (desde 1980) - Amesterdã, Países Baixos - Serre Chevalier, França (desde 1995) - Escópia, Macedônia do Norte (desde 2007) | - Coventry, Reino Unido (desde 1957) - Estocolmo, Suécia (desde 1997) - Tábor, República Checa - Tirana, Albânia (desde 1996) - Dayton, EUA (desde 1999) - Bacu, Azerbaijão (desde 1972) - Cuaite, Cuaite (desde 1998) - Argel, Argélia - Tremecém, Argélia (desde 1964) - Trípoli, Líbia (desde 1976) |

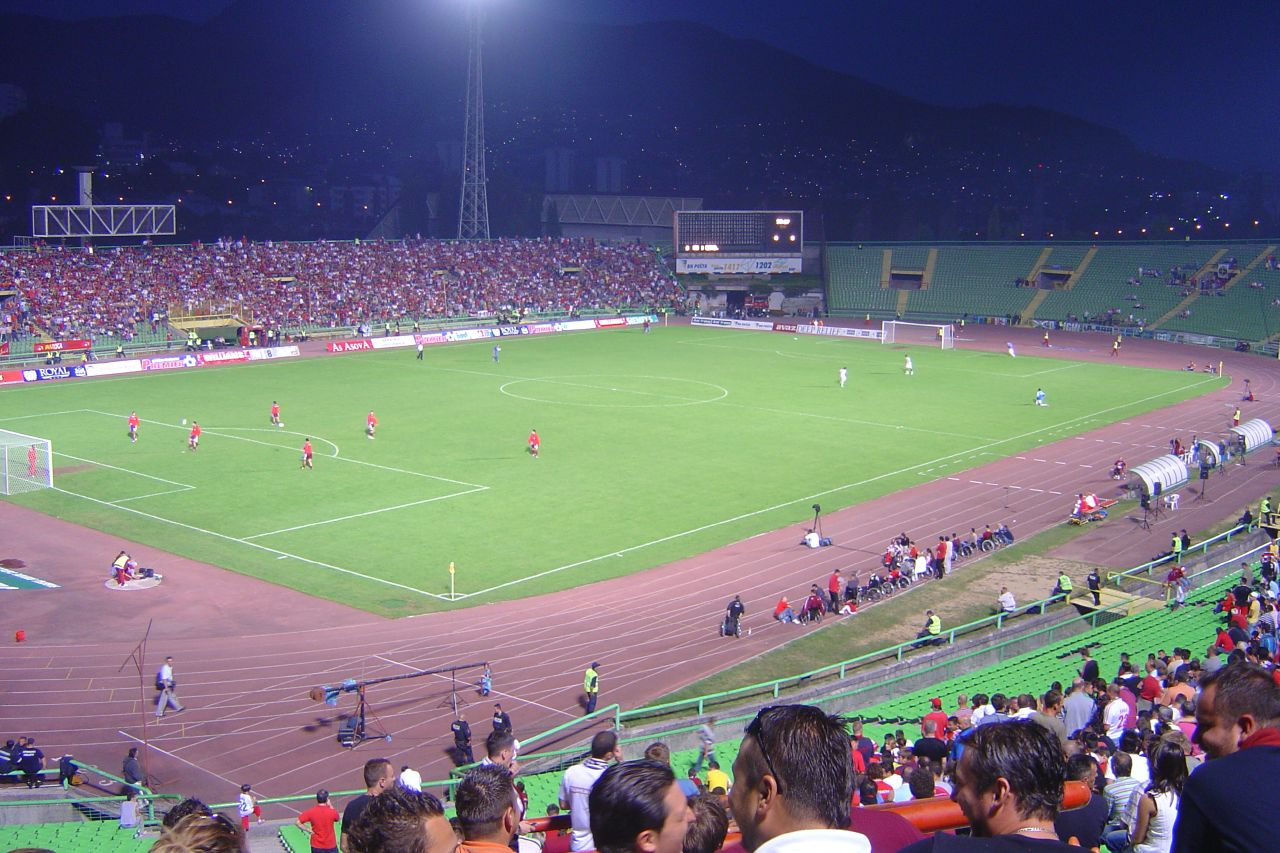
Estádio Asim Ferhatović Hase.

## Esportes
A cidade foi sede dos Jogos Olímpicos de Inverno de 1984. Os principais clubes de futebol da cidade são o FK Sarajevo, FK Željezničar e Olimpic.